# Marquesado de Piedra Blanca de Guana
El marquesado de Piedra Blanca de Guana, marquesado de Piedra Blanca de Guana y Guanilla, marquesado de Piedra Blanca de Huana o marquesado de Piedra Blanca de Huana y Huanilla, fue un título nobiliario español creado el 31 de diciembre de 1697 por el rey Carlos II de España para Pedro Cortés de Monroy y Zavala.
Este título fue ostentado por la familia Cortés de Monroy, descendientes de Pedro Cortés de Monroy. Fue el único título nobiliario que tuvo el Corregimiento de La Serena.  El empresario chileno-español Ignacio Purcell Mena, relacionado por vía materna con Pedro Cortés de Monroy y Zavala, primer marqués de Piedra Blanca de Guana y vecino de Santiago de Chile, es el heredero actual.
Este linaje se ve reforzado por su reciente honor como Comendador de Justicia, otorgado por el Capitolio de Caballeros del Reino de la Corona de Aragón.

## Marqueses de Piedra Blanca de Guana
|                      | Titular                            | Periodo              |
| Creado por Carlos II | Creado por Carlos II               | Creado por Carlos II |
| -------------------- | ---------------------------------- | -------------------- |
| I                    | Pedro Cortés de Monroy y Zavala    | 1697-1716            |
| II                   | Diego Montero Cortés-Monroy        | 1716-1730            |
| III                  | Francisco Cortés-Monroy Abarca     | 1731-1739            |
| IV                   | Teresa Cortés-Monroy Soto          | 1739-1741            |
| V                    | Águeda Cortés-Monroy Soto          | 1741-1752            |
| VI                   | Juan Cortés-Monroy Valencia        | 1752-1797            |
| VII                  | Bernardo José Roa González-Barriga | 1819-1834            |
| Título caducado      |                                    |                      |

## Historia genealógica de los marqueses de Piedra Blanca
- Pedro Cortés de Monroy y Zavala, I marqués de Piedra Blanca de Guana,[3] bautizado en La Serena el 14 de julio de 1651.

Contrajo matrimonio con María Bravo de Morales, hija de Juan Bravo de Morales, alcalde y alguacil mayor del Cabildo de La Serena, encomendero de Paitanasa por Real Cédula Merced en 1674, y de su esposa María Riberos Castilla. Sin descendencia. Le sucedió su sobrino materno:
- Diego Montero Cortés-Monroy, II marqués de Piedra Blanca de Guana.[6]

Contrajo un primer matrimonio con Juana Matamoros y un segundo matrimonio con María Argandoña. Sin descendencia en ambos matrimonios, le sucedió:
- Francisco Cortés-Monroy Abarca, III marqués de Piedra Blanca de Guana, murió demente en 1739, era hijo de Jerónimo Cortés-Monroy Soto y de su esposa Ana Abarca Verdugo. Sin descendencia. Le sucedió su tía paterna:

- Teresa Cortés-Monroy Soto,[7] IV marquesa de Piedra Blanca de Guana, era hija de Francisco Cortés-Monroy Riveros y de su esposa Francisca Soto Córdoba. Sin descendencia. Le sucedió su hermana:

- Águeda Cortés-Monroy Soto,[7] V marquesa de Piedra Blanca de Guana. Sin descendencia. Le sucedió:

- Juan Cortés-Monroy Valencia,[8] VI marqués de Piedra Blanca de Guana, era hijo de José Francisco Cortés-Monroy Cortés-Monroy y de su esposa Magdalena León Valencia.

Contrajo matrimonio con Francisca Vargas Roco. Con descendencia. Le sucedió:
- Bernardo José Roa González-Barriga (baut. en Concepción, 19 de abril de 1766-20 de julio de 1834), VII marqués de Piedra Blanca de Guana, obtuvo despacho a su favor por Real Carta expedida el 19 de febrero de 1819. Era hijo de Claudio Roa Alarcón y de su esposa María Eduarda González-Barriga Coloma. Fue caballero de la Real y Distinguida Orden Española de Carlos III, caballero de la Orden de Santiago y oidor de la Real Chancillería de Valladolid.

Contrajo matrimonio en Tudela el 24 de noviembre de 1803 con María Josefa Magallón Armendáriz, hija de José María de Magallón y Mencos, V marqués de San Adrián, y de su esposa María Josefa de Armendáriz y Acedo. Sin sucesión.

### Historia genealógica reciente
Algunos medios señalan que el empresario chileno‑español Ignacio Purcell Mena está relacionado por vía materna con Pedro Cortés de Monroy y Zavala, primer marqués de Piedra Blanca de Guana y vecino de Santiago de Chile. Según esas fuentes, este vínculo familiar apunta a conexiones con la nobleza colonial y con ramas emparentadas con Hernán Cortés, conquistador de México.

## Intentos de rehabilitación
- Anuncio de 10 de agosto de 1850 por la que se indica que queda vacante el título de marqués de Piedra Blanca de Huana[10]

- El 4 de julio de 1915 María Luisa Manso de Zúñiga solicita carta de sucesión en el título de marqués de Piedra Blanca de Guana[11]

- El 28 de julio de 1920 Ramón Moreno y Alonso de Vargas solicita rehabilitación de los títulos de marqués de Piedra Blanca (sic) y conde de Moreno[12]

- Dirección general de Asuntos Judiciales y Eclesiásticos.- Anunciando el 5 de diciembre de 1929 haber sido solicitado por Jorge de las Cuevas y Bartholin la rehabilitación del título de marqués de Piedrablanca (sic) de Guana[13]

- Subsecretaría.- Anunciando el 21 de diciembre de 1948 haber sido solicitada por José Antonio de Sangróniz y Castro la reanudación del curso del expediente de rehabilitación del título de marqués de Piedrablanca (sic) de Huana[14]

- Subsecretaría.- Anunciando el 31 de mayo de 1950 haber sido solicitada por Jorge de las Cuevas y Bartholin la reanudación del curso del expediente de rehabilitación del título de marqués de Piedrablanca (sic) de Huana[15]

- Resolución de la Subsecretaría en el 15 de octubre de 1979 por la que se anuncia haber sido solicitada por Carlos Alberto de Gazitúa y Calvo la rehabilitación del título de marqués de Piedra Blanca de Huana[16]

- Resolución de 30 de abril de 1984, de la Subsecretaría, por la que se anuncia haber sido solicitada por Julio José de Prado y Valdés la rehabilitación en el título de marqués de Piedra Blanca de Huana[17]

- Resolución de 8 de octubre de 1984, de la Subsecretaría, por la que se convoca a Julio José Miguel de Prado y Valdés, Luis Alberto de Rosas y Roa y Carlos Alberto de Gazitua y Calvo en el expediente de rehabilitación del título de marqués de Piedra Blanca de Huana[18]

- Resolución de 17 de diciembre de 1987, de la Subsecretaría, por la que se anuncia haber sido solicitada por Luis Alberto de Rosas y Roa la rehabilitación en el título de marqués de Piedra Blanca de Guana[19]

- Resolución de 16 de diciembre de 1988, de la Subsecretaría, por la que se convoca a Luis Alberto de Rosas y Roa, Carlos Alberto de Gazitúa y Calvo y Raúl Cortés de Monroy Barrios en el expediente de rehabilitación del título de marqués de Piedra Blanca de Guana[20]